# Tomașivka, Iarmolînți
Tomașivka (în ucraineană Томашівка) este localitatea de reședință a comunei Tomașivka din raionul Iarmolînți, regiunea Hmelnîțkîi, Ucraina.

## Demografie
Componența lingvistică a localității Tomașivka
     Ucraineană (99,13%)
     Alte limbi (0,87%)
Conform recensământului din 2001, majoritatea populației localității Tomașivka era vorbitoare de ucraineană (99,13%), existând în minoritate și vorbitori de alte limbi.